# مصفورة راتنجية
مصفورة راتنجية (الاسم العلمي: Xanthorrhoea resinosa) هي نوع من النباتات يتبع جنس المصفورة من فصيلة المصفورية.